# Pomník Maryčky Magdónovy
Pomník Maryčky Magdónovy se nachází při hřbitovní zdi ve Starých Hamrech, nad vodní nádrží Šance. Přístupný je od kostela sv. Jindřicha. Začíná tady trasa NS Gruň – Bílý Kříž. Od roku 1964 je chráněn jako kulturní památka.
Autorem pomníku je ostravský sochař Augustin Handzel, který jej zhotovil na objednávku starohamerského oddílu Sokola, jehož jednatelem a autorem podnětu byl místní učitel Jan Kabelka. Místo pak bylo vybráno symbolicky, neboť u ohradní zdi hřbitovů bývali pohřbíváni sebevrahové. K jeho odhalení došlo 14. srpna 1933 při příležitosti 65. narozenin Petra Bezruče. Pomník je pak připomínkou jedné z literárních postav Petra Bezruče, Maryčky Magdónovy, která byla hlavní postavou básně Maryčka Magdonova ze sbírky Slezské písně.